# Новочадов, Владимир Семёнович
Владимир Семёнович Новочадов (15 [27] марта 1881, Носины, Шацкий уезд, Тамбовская губерния — 20 декабря 1937, Ленинград) — богослов, духовный писатель.
Автор 11-томной Святоотеческой энциклопедии, которую создавал в одиночку 26 лет.

## Биография
Владимир Новочадов родился 15 (27) марта 1881 года в селе Носины Шацкого уезда Тамбовской губернии в семье священника.
В 1901 году он окончил Тамбовскую духовную семинарию и в том же году поступил в Московскую духовную академию, которую окончил со званием кандидата богословия в 1905 году. Был направлен в Оренбургскую духовную семинарию, где преподавал гомилетику и языки — французский и древнееврейский. Кроме того, он исполнял обязанности казначея Оренбургского отдела Императорского православного палестинского общества.
Не позднее 1910 года он начал работу над Святоотеческой энциклопедией — сводом творений Отцов Церкви в преемственности, непрерывности и, по словам Николая Глубоковского, «взаимном согласии в ходе исторического раскрытия церковного предания». С 1911 по 1917 год Новочадов путешествовал по России, разыскивая неизвестные оригинальные тексты и русские переводы творений Святых отцов в монастырях, библиотеках и частных собраниях. Затем Новочадов отправился на Святую землю, чтобы ознакомиться с манускриптами Палестины, Ливана, Сирии. Вернувшись в Россию, он сделал на отдельных карточках 12 579 выписок о важнейших христианских понятиях из творений Святых отцов. Эти выписки составили 10 томов энциклопедии, из которых три содержали тексты русских святых.
Двадцать шесть лет продолжалась систематизация первичных материалов. К осени 1937 года труд был почти окончен. Учёный завершал одиннадцатый дополнительный том — алфавитный справочник-путеводитель по энциклопедии. Однако в ночь с 17 на 18 октября 1937 года Владимир Новочадов был арестован в Ленинграде, где работал делопроизводителем в канцелярии Ленинградской епархии. В протоколе обыска сообщается, что «изъято 45 фотографий и разная переписка,… опечатана библиотека, хранящаяся в шкафах». По недосмотру рукопись не изъяли, а лишь опечатали.
В списке арестованных «польских шпионов, диверсантов, вредителей и террористов, участников польской военной организации „ПОВ“, в отношении которых возбуждено ходатайство о применении к ним высшей меры наказания» Владимир Новочадов значится под номером 76 из ровно ста. Комиссией НКВД и Прокуратуры СССР 15 декабря 1937 года приговорён по статьям 17-58-8 и 58-6-11 Уголовного кодекса РСФСР к расстрелу. Расстрелян в Ленинграде 20 декабря 1937 года. Место захоронения — Левашовское мемориальное кладбище, в общей безвестной могиле.
Реабилитирован Военной прокуратурой 22 мая 1989 года по году репрессий 1937.

## Святоотеческая энциклопедия
В Ленинграде жил шурин Новочадова Николай Шелков, доцент дирижёрско-хорового факультета Ленинградской консерватории. Он был знаком с работой Новочадова. Узнав об аресте Новочадова, Шелков проник в квартиру и унёс рукописи. В течение нескольких десятилетий Шелков хранил их, даже и во время войны — в дни Ленинградской блокады.
В 1957 году он сообщил патриарху Алексию, что у него с 1937 года хранится рукопись Владимира Новочадова. Патриарх пожелал ознакомиться с ней по приезде в Ленинград, но встреча не состоялась по болезни патриарха.
Позднее, родные Новочадова не раз пытались заинтересовать православную аудиторию Святоотеческой энциклопедией, пока через Александра Солженицына она не была передана в Православный Свято-Тихоновский богословский институт, который взял на себя подготовку рукописи к изданию.
Составление Святоотеческой энциклопедии было делом всей жизни Владимира Новочадова. Он работал над ней один, без помощников, в течение почти тридцати лет и, в целом, закончил работу. В десяти томах рукописи содержатся в выписках труды Отцов Церкви от апостольских времён до начала XX века. Представлены труды свыше ста сорока авторов; среди них те, что были переведены на церковнославянский язык несколько столетий назад, а затем неоднократно переписывались, вновь переводились на русский язык и переиздавались, и те, что были изданы однажды, фрагментарно в каких-либо специальных журналах или в отдельных епархиальных листках, затерянных в монастырских и городских библиотеках и практически уже недоступных для ознакомления с ними.
В труде Новочадова приведены выписки также из Апостольских постановлений, патериков, достопамятных сказаний. Тома 7-й, 8-й и 10-й полностью представлены текстами из трудов русских святых, что придаёт полноту Святоотеческому собранию. На все приводимые материалы даны точные библиографические ссылки. Одиннадцатый том представляет собой алфавитный перечень богословских понятий и выражений, обобщающий материалы Святоотеческой энциклопедии по важнейшим темам; этот дополнительный том содержит ссылки на определённый том и номер выписки (с кратким её содержанием), являясь, таким образом, смысловым справочником-путеводителем по всей энциклопедии. Для некоторых слов и понятий приведено множество выписок, например, для понятия молитва приведено более шестисот выписок, принадлежащих шестидесяти трём авторам, жившим с I по XX век; понятия грех — свыше ста.